# Acuerdo

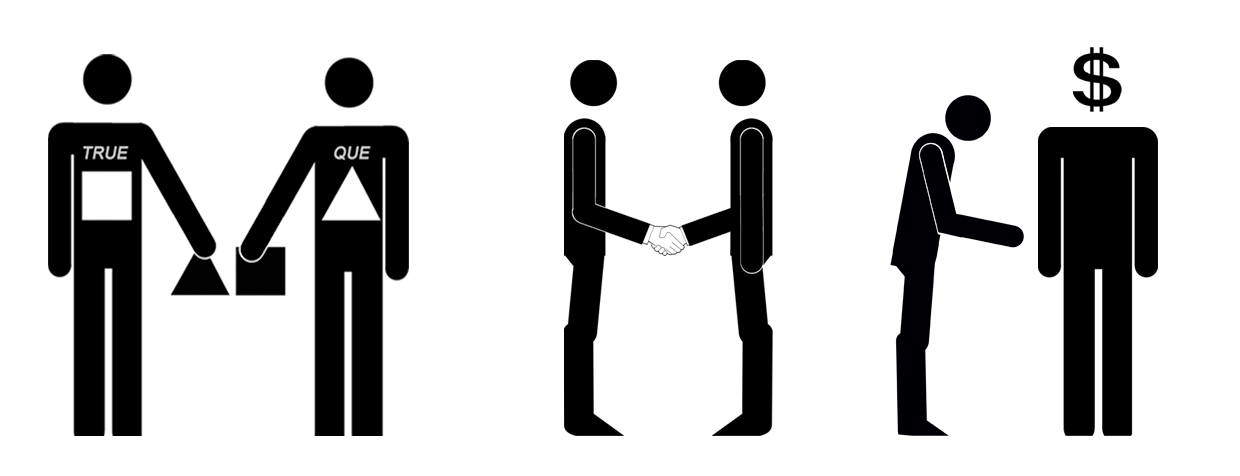

Acuerdo es, en Derecho, la decisión tomada en común por dos o más personas, o por una junta, asamblea o tribunal. También se denomina así a un pacto, tratado, convenio, convención o resolución tomada en el seno de una institución (cualquier tipo de organización o empresa, públicas o privadas, nacionales e internacionales).
Es, por lo tanto, la manifestación de una convergencia de voluntades (decisión por consenso) con la finalidad de producir efectos jurídicos. El principal efecto jurídico del acuerdo es su obligatoriedad para las partes que lo otorgan (Pacta sunt servanda) naciendo para las mismas obligaciones y derechos (contrato bilateral o sinalagmático), todo ello en la medida en que así lo establezca la ley aplicable.
La validez jurídica de un acuerdo exige que el consentimiento de los otorgantes sea válido y su objeto sea cierto y determinado, no esté fuera del comercio ni sea imposible. En cuanto a la forma de su celebración, oral o escrita, las legislaciones suelen exigir formalidades determinadas que dependen de la naturaleza de las obligaciones pactadas.

## Tipos de acuerdo
- Real Acuerdo
- Acuerdo judicial, acuerdo de sala o acuerdo de tribunal
- Acuerdo diplomático o internacional (Tratado)
- Acuerdo comercial
- Acuerdo social
- Acuerdo estratégico-social
- Acuerdo marco
- Acuerdo Marco Internacional
- Acuerdo entre caballeros
- Acuerdo de confidencialidad
- Acuerdo de cooperación, acuerdo de amistad o acuerdo de amistad y cooperación

## Acuerdos notables en distintos ámbitos
Orden cronológico:
- Acuerdo de San Nicolás (Argentina, 1852)
- Acuerdos Sykes-Picot (franco-británicos, sobre Próximo Oriente, 1916)
- Acuerdo Lansing-Ishii (Japón-Estados Unidos, sobre China, 1917)
- Acuerdos de Nettuno (italo-yugoslavos, 1925)
- Acuerdos de Matignon (1936), sociales, Francia.
- Acuerdos de Múnich (de apaciguamiento de la Alemania nazi, 1938)
- Acuerdos de Craiova (rumano-búlgaros, 1940)
- Acuerdos de Bretton Woods (monetarios, 1944)
- Acuerdo Churchill-Stalin sobre los Balcanes (1944)
- Acuerdo de Londres de 1953 sobre la deuda alemana
- Acuerdos de Ginebra (descolonización de Indochina, 1954), véanse otros en Acuerdo de Ginebra (no deben confundirse con la Convención de Ginebra)
- Acuerdo ADR (de transporte internacional de mercancías peligrosas por vía terrestre, 1957)
- Acuerdo de Cintra (hispano-marroquí, 1958)
- Acuerdo de defensa mutua entre los Estados Unidos y el Reino Unido de 1958
- Acuerdo WHA12-40 entre la OIEA y la OMS de 1959
- Acuerdos de Evian (descolonización de Argelia, 1962)
- Acuerdo de Cartagena (América del Sur, 1969)
- Acuerdos SALT (carrera de armamentos de la Guerra Fría, 1972)
- Acuerdos de paz de París (sobre Vietnam, 1973)
- Acuerdos de Lusaka para la independencia de Mozambique (1974)
- Acuerdos de Camp David (egipcio-israelíes, 1978)
- Acuerdos entre el Estado español y la Santa Sede de 1979
- Acuerdo del Lago Meech (Canadá, 1982)
- Acuerdos de La Uribe (Colombia, 1984)
- Acuerdos de Corinto, Hobo y Medellín (Colombia, 1984)
- Acuerdo de Schengen (Unión Europea, 1985)
- Acuerdo anglo-irlandés (1985)
- Acuerdos de Basilea (sobre supervisión bancaria, desde 1988)
- Acuerdo ortográfico de la lengua portuguesa de 1990
- Acuerdos de Paz de Chapultepec (sobre El Salvador, 1992)
- Acuerdos de Oslo (conflicto árabe-israelí, 1993)
- Acuerdo de Oslo II (conflicto árabe-israelí, 1995)
- Acuerdos de Dayton (guerra de Yugoslavia, 1995)
- Acuerdos de San Andrés (México, 1996)
- Acuerdo humanitario (Colombia, 1997-2016)
- Acuerdo de Viernes Santo o de Belfast (1998)
- Acuerdo Multilateral sobre Inversiones (1998, fallido)
- Acuerdo de Alto el Fuego de Lusaka (sobre la República Democrática del Congo, 1999)
- Mercosur#Acuerdo comercial Mercosur- Unión Europea (negociándose desde 1999)
- Acuerdo de Bonn (sobre Afganistán, 2001)
- Acuerdo marco para el control del tabaco (2003)
- Acuerdos PNR entre la Unión Europea y los Estados Unidos (desde 2004)
- Acuerdo Estratégico Trans-Pacífico de Asociación Económica (TPP, 2006)
- Acuerdo de Cielos Abiertos (Europa-Estados Unidos, 2007)
- Acuerdo de alto el fuego de la Guerra de Osetia del Sur de 2008
- Acuerdos SWIFT (Europa-Estados Unidos, 2010)
- Acuerdos de Bali (comercio internacional, 2013)
- Acuerdo Argentina Irán (2013)
- Acuerdo de Asociación Ucrania - Unión Europea (2014)
- Acuerdos de paz entre el gobierno colombiano y las FARC-EP (Colombia, 2016)